# Lucija Polavder
Lucija Polavder [lucíja polávder], slovenska judoistka, * 5. december 1984, Celje.
Lucija je članica kluba Sankaku iz Celja. Na Poletnih olimpijskih igrah v Pekingu je osvojila bron v kategoriji nad 78 kg. Na svetovnih prvenstvih je osvojila eno bronasto medaljo, na evropskih prvenstvih pa po eno zlato in srebrno ter pet bronastih.